# Iabrude
Iabrude (يبرود) é uma cidade da Síria situada a 80 km ao norte da capital,  Damasco, tem cerca de 25,891 mil habitantes e está situada a 1550 m de altitude.

## Guerra Civil Síria
A cidade foi tomada por rebeldes durante a Guerra Civil Síria e retomada no dia 15 de março de 2013.